# Мала Писаниця
45°46′ пн. ш. 17°01′ сх. д. / 45.77° пн. ш. 17.01° сх. д.
Мала Писаниця (хорв. Mala Pisanica) — населений пункт у Хорватії, у Б'єловарсько-Білогорській жупанії у складі громади Великий Ґрджеваць.

## Населення
Населення за даними перепису 2011 року становило 192 осіб.
Динаміка чисельності населення поселення: